# Pohroh (Meureudu)
Pohroh is een bestuurslaag in het regentschap Pidie Jaya van de provincie Atjeh, Indonesië. Pohroh telt 300 inwoners (volkstelling 2010).